# North Island (Northern Territory)
North Island ist eine Insel der Sir-Edward-Pellew-Inseln, die im Golf von Carpentaria liegen und zum Northern Territory von Australien zählen.

## Geographie
Die Insel ist rund 14 km lang und in der Inselmitte bis zu 7 km breit. Etwa 9 km südöstlich liegt mit Vanderlin Island die größte der Sir-Edward-Pellew-Inseln.

## Nationalpark
Fast das gesamte Gebiet der Insel, die den Aborigines gehört, wird vom australischen Barranyi-(North-Island)-Nationalpark eingenommen.